# Tudorel Cristea
Tudorel Cristea, conosciuto anche con il nome Tom (Bucarest, 22 aprile 1964), è un ex calciatore rumeno, di ruolo difensore.

## Carriera

### Club
Si forma calcisticamente nella Steaua Bucarest, per poi passare nel 1982 alla Mecanica Fină. Nel 1984 passa al Brașov, club della massima serie rumena, con cui ottenne nella Divizia A 1984-1985. Nel corso della stagione seguente passa allo Sportul Studențesc, ottenendo il secondo posto finale. Milita con gli studenti milita sino al dicembre 1990, quando viene ingaggiato dalla Dinamo Bucarest
Nella Divizia A 1990-1991 ottiene il terzo posto finale. L'anno seguente Cristea con la Dinamo vince il suo primo campionato, sopravanzando con i suoi di sette punti la Steaua Bucarest; mentre il cammino nella Coppa UEFA 1991-1992 è fermato ai sedicesimi di finale dagli italiani del Genoa.
Nella Divizia A 1992-1993 passa al Progresul Bucarest, ottenendo il quindicesimo posto in campionato. La stagione seguente torna alla Dinamo che lascerà nel gennaio 1994 per giocare con i belgi del Cappellen, club della terza serie belga, parentesi che si rivelerà poco proficua.
Terminata l'esperienza belga, torna a Bucarest al Național, nuova denominazione del Progresul, con cui ottiene il settimo posto nella Divizia A 1994-1995.
Nel 1995 torna allo Sportul Studențesc, militandovi sino al 2000. Nel 2012, dopo un lungo periodo di inattività, gioca per un breve periodo nel GVD Bucarest.

### Nazionale
Dal 1986 al 1991 ha giocato nove incontri amichevoli con la nazionale rumena.

## Statistiche

### Cronologia presenze e reti in Nazionale
| Cronologia completa delle presenze e delle reti in nazionale ― Romania | Cronologia completa delle presenze e delle reti in nazionale ― Romania | Cronologia completa delle presenze e delle reti in nazionale ― Romania | Cronologia completa delle presenze e delle reti in nazionale ― Romania | Cronologia completa delle presenze e delle reti in nazionale ― Romania | Cronologia completa delle presenze e delle reti in nazionale ― Romania | Cronologia completa delle presenze e delle reti in nazionale ― Romania | Cronologia completa delle presenze e delle reti in nazionale ― Romania |
| Data                                                                   | Città                                                                  | In casa                                                                | Risultato                                                              | Ospiti                                                                 | Competizione                                                           | Reti                                                                   | Note                                                                   |
| ---------------------------------------------------------------------- | ---------------------------------------------------------------------- | ---------------------------------------------------------------------- | ---------------------------------------------------------------------- | ---------------------------------------------------------------------- | ---------------------------------------------------------------------- | ---------------------------------------------------------------------- | ---------------------------------------------------------------------- |
| 14-3-1986                                                              | Baghdad                                                                | Iraq                                                                   | 1 – 1                                                                  | Romania                                                                | Amichevole                                                             | -                                                                      | 46’                                                                    |
| 17-3-1986                                                              | Baghdad                                                                | Iraq                                                                   | 0 – 0                                                                  | Romania                                                                | Amichevole                                                             | -                                                                      | 63’                                                                    |
| 23-4-1986                                                              | Timișoara                                                              | Romania                                                                | 2 – 1                                                                  | Unione Sovietica                                                       | Amichevole                                                             | -                                                                      | 71’                                                                    |
| 8-4-1987                                                               | Brașov                                                                 | Romania                                                                | 3 – 2                                                                  | Israele                                                                | Amichevole                                                             | -                                                                      | 78’                                                                    |
| 2-9-1987                                                               | Bydgoszcz                                                              | Polonia                                                                | 3 – 1                                                                  | Romania                                                                | Amichevole                                                             | -                                                                      | 73’                                                                    |
| 12-4-1989                                                              | Varsavia                                                               | Polonia                                                                | 3 – 1                                                                  | Romania                                                                | Amichevole                                                             | -                                                                      | 70’                                                                    |
| 28-3-1990                                                              | Il Cairo                                                               | Egitto                                                                 | 1 – 3                                                                  | Romania                                                                | Amichevole                                                             | -                                                                      |                                                                        |
| 3-4-1990                                                               | Lucerna                                                                | Svizzera                                                               | 2 – 1                                                                  | Romania                                                                | Amichevole                                                             | -                                                                      |                                                                        |
| 23-5-1991                                                              | Oslo                                                                   | Norvegia                                                               | 1 – 0                                                                  | Romania                                                                | Amichevole                                                             | -                                                                      | 82’                                                                    |
| Totale                                                                 |                                                                        | Presenze                                                               | 9                                                                      |                                                                        | Reti                                                                   | 0                                                                      |                                                                        |

## Palmarès

### Calciatore
- Campionato rumeno: 1

Dinamo Bucarest: 1991-1992